# Warragamba River
Der Warragamba River ist ein Fluss im Osten des australischen Bundesstaates New South Wales.
Er ist ein Nebenfluss des Nepean River, eines Quellflusses des Hawkesbury River. An ihm wurde der Warragamba Staudamm gebaut, an dem der Fluss zum Lake Burragorang, dem größten Stausee zur Wasserversorgung von Sydney, aufgestaut wird.
Vor dem Bau des Staudamms entstand der Warragamba River am Zusammenfluss von Coxs River, Nattai River und Wollondilly River im Burragorang Valley. Flussabwärts passierte der Fluss eine Schlucht, die zwischen 300 m und 600 m breit und 100 m tief war. Diese Konfiguration ermöglichte den Bau eines schmalen, aber recht hohen Damms, der den Stau einer großen Wassermenge in der Schlucht ermöglichte. Heute sind das Burragorang Valley und ein großer Teil des Flusslaufes von Lake Burragorang bedeckt und der verbleibende Teil des Flusses fließt vom unteren Ende des Warragamba-Staudamms nur noch dreieinhalb Kilometer bis zur Mündung in den Nepean River.